# Lelaufe
Lelaufe (Lela Ufe, Lele Ufe, Lela-Ufe) ist ein osttimoresischer Suco im Verwaltungsamt Nitibe (Sonderverwaltungsregion Oe-Cusse Ambeno).

## Geographie
Vor der Gebietsreform 2015 hatte Lelaufe eine Fläche von 50,42 km². Nun sind es 53,32 km². Die Grenzen verschoben sich nur leicht. Der Suco liegt im Osten des Verwaltungsamts Nitibe. Im Südosten befindet sich der Suco Banafi, im Nordwesten Usitaco. Nordöstlich befindet sich das Verwaltungsamt Pante Macassar mit seinen Sucos Taiboco und Cunha. Im Südwesten grenzt Lelaufe an den Nachbarstaat Indonesien. Die Landesgrenze bildet der Fluss Kusi (der spätere Noel Besi). In Lelaufe entspringen die Flüsse Bao, Matin und Upun, die gemeinsam den Biaklele bilden, einen Nebenfluss des Tono.
Im Suco befinden sich die vier Aldeias Bebo (Bêbo), Cuatenes, Haoufe (Hau Ufe) und Mahata.
Durch den Norden des Sucos führt die Überlandstraße von Nitibe nach Passabe. An ihr liegen die Orte Taknebo, Kiubokif (Kiubukif, Quibukif), Queno, Isu, Netensuan, Oelpab (Oelfab), Kuanisi, Sonafjak, Aijauana, Bebo und Senaf. Südlich der Flüsse verläuft eine kleine Straße mit mehreren Nebenstraßen, an denen die Orte Nefolete, Mahata, Numatambing, Kuba, Maenu, Netembintemo (Netenbitemu) und Cuatenes (Kuatenes). Grundschulen gibt es in Kiubokif (Escola Primaria Kiubokif), Bebo und Mahata (Escola Primaria Mahata). Trotz der Überlandstraße mussten für die Parlamentswahlen in Osttimor 2007 die Wahlurnen per Hubschrauber zu den Wahllokalen in Kiubokif und Mahata gebracht und wieder abgeholt werden.

## Einwohner

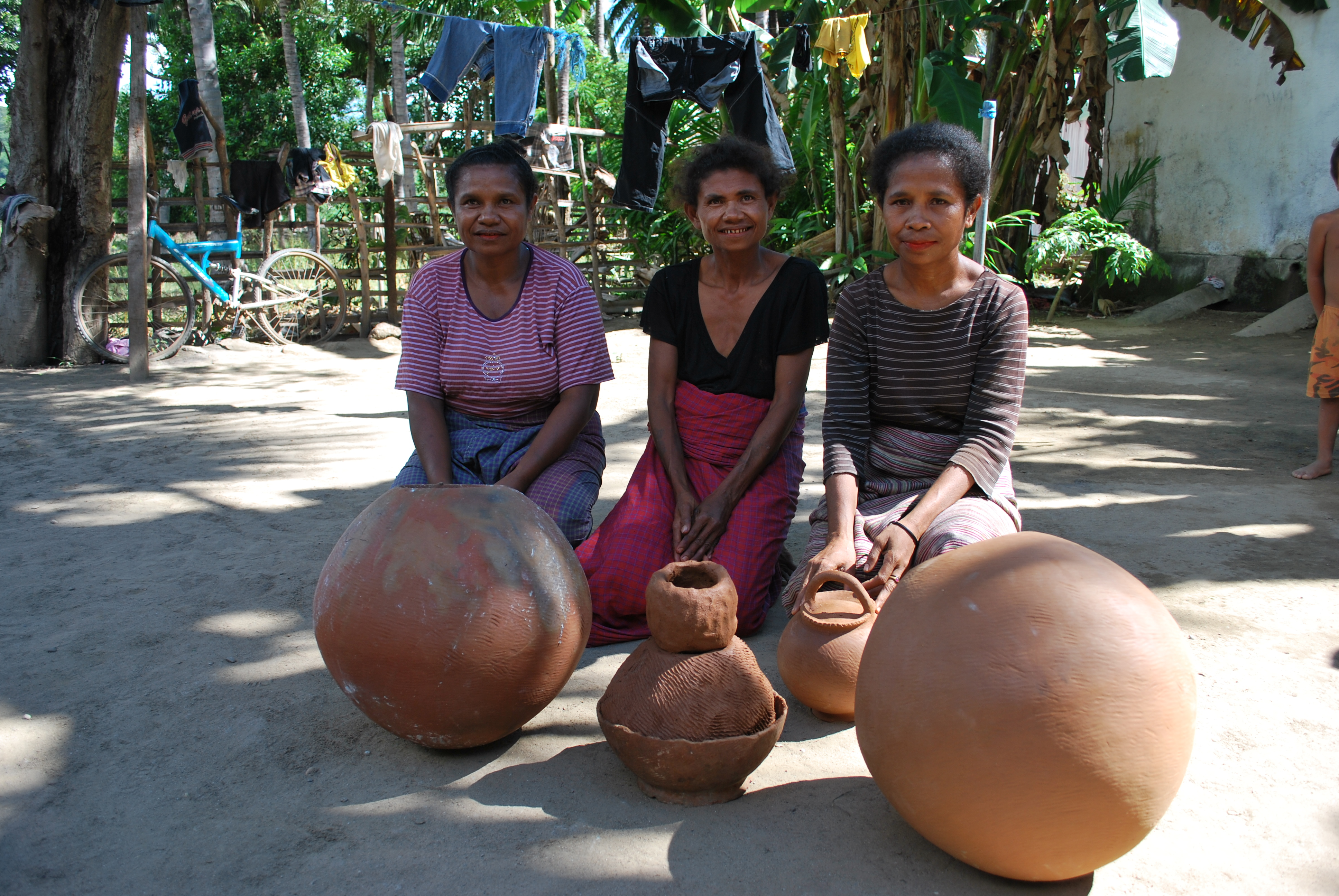
Einwohner von Taknebo

In Lelaufe leben 3.807 Einwohner (2022), davon sind 1.937 Männer und 1.870 Frauen. Im Suco gibt es 787 Haushalte. Fast 100 % der Einwohner geben Baikeno als ihre Muttersprache an. Nur eine kleine Minderheit spricht Tetum Prasa.

## Geschichte

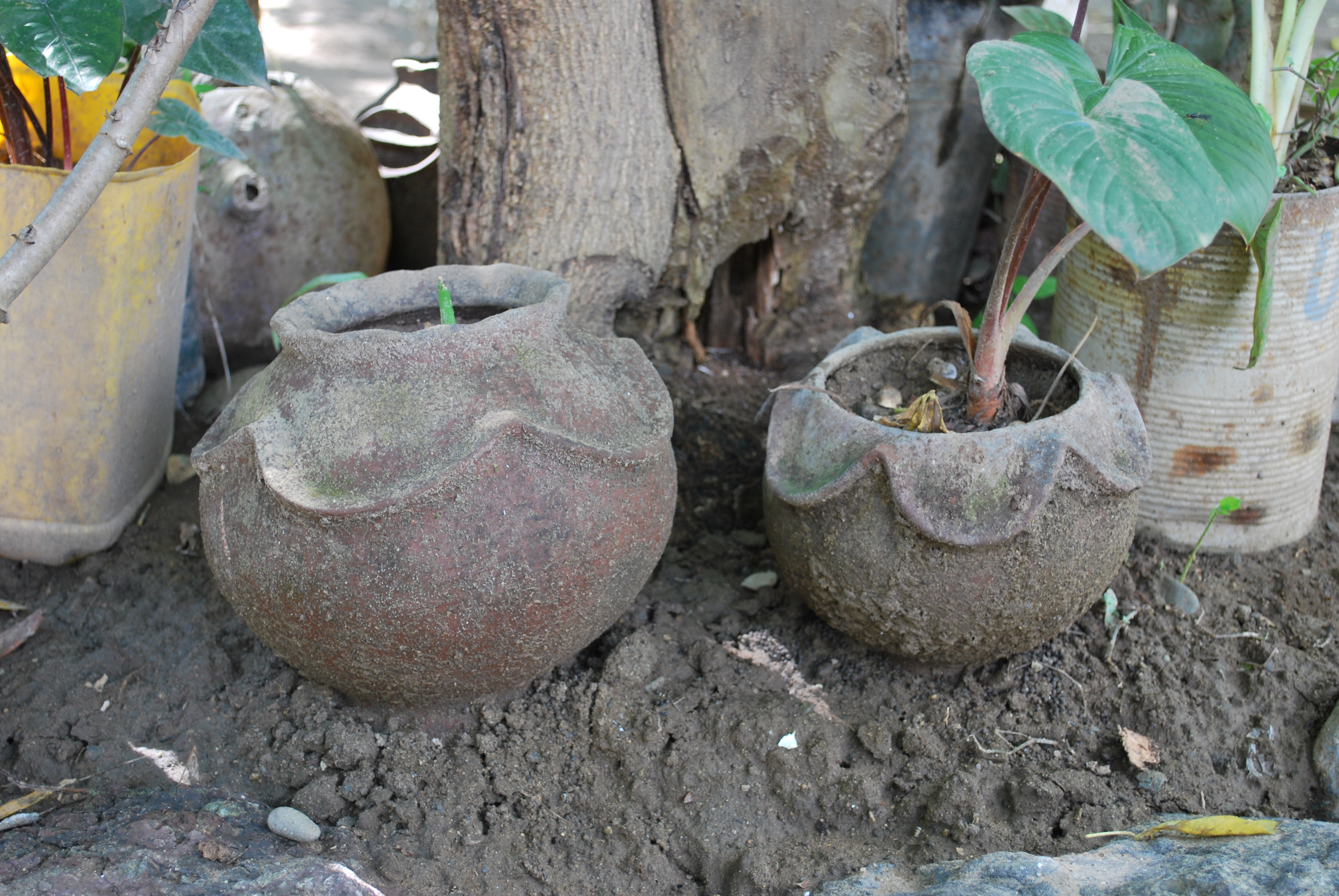
Taknebo

Während der Unruhen im Umfeld des Unabhängigkeitsreferendums in Osttimor 1999 wurden auch in Lelaufe mehrere Häuser durch die pro-indonesische Miliz Sakunar niedergebrannt und Vieh gestohlen. Zwei Anhänger des CNRT wurden ermordet. Die Bevölkerung wurde zur Zahlung von Schutzgeldern erpresst. Einige Einwohner flohen in das indonesische Westtimor. Der damalige Chefe de Suco wurde später beschuldigt, dass er an den Zwangsrekrutierungen von Einwohnern für die Sakunar beteiligt war.
Das Dorf war geteilt in Gegner und Befürworter der Unabhängigkeit Osttimors. Nach der Erlangung der Unabhängigkeit wurde durch Verhandlungen, die die eingesetzte Empfangs-, Wahrheits- und Versöhnungskommission des Landes CAVR durchführte, ein Versöhnungsprozess zwischen den Gruppen begonnen. Es war eines der größten Nahe biti (wörtlich: Eine Matte ausrollen), einem auf ein traditionelles Ritual beruhenden Verfahren zur Konfliktlösung. 31 Mitglieder der Sakunar waren aus Indonesien zurückgekehrt und hatten die Versöhnung beantragt. Das Verfahren fand hinter der Kirche neben dem Uma Lulik, dem traditionellen, heiligen Haus statt. Über tausend Menschen aus ganz Oe-Cusse Ambeno versammelten sich in Festtagskleidung und eine traditionelle Tanzgruppe trat auf. Zunächst wurden Tais als symbolische Brücke zwischen den auf Bastmatten sitzenden Tätern und Opfern ausgebreitet. Nach einem Gebet las der CAVR-Regionalkommissar Arnold Sunny die Geständnisse der Täter vor, die sich dann einzeln vor der Versammlung zu ihren Verbrechen bekannten. Die Vorsitzenden fragten danach nach Befehlsgeber, um die Zusammenhänge besser nachvollziehen zu können. In den Pausen wurden Tänze und ein für den Tag komponiertes Versöhnungslied vorgeführt. Für das gemeinsame Mittagessen wurden zwei Büffel geschlachtet. Traditionell wurden Frauen beim Nahe biti nicht einbezogen, was die CAVR versuchte zu ändern. So war unter dem vorsitzenden Gremium auch eine Frau, die aktiv die Rolle der Frauen auf die Tagesordnung brachte. Schließlich berichtete die Lehrerin Fernanda Malfada von ihrer Zeit als Schatzmeisterin einer lokalen Miliz, wo sie für die Auszahlung der Gehälter zuständig war. Nach ihrer Flucht in den indonesischen Teil Westtimors kehrte die Familie Malfadas schließlich in ihr Heimatdorf zurück, wo sie sich zahlreichen Anfeindungen gegenübersahen. Auch die Opfer kamen ausführlich zu Wort, bevor die Gemeinde die Möglichkeiten für Nachfragen hatte. Dabei kam heraus, dass einer der Geständigen an zwei Morden beteiligt war, wurde sein Verfahren gemäß den Regeln der CAVR abgetrennt und zur Prüfung an den Generalstaatsanwalt weitergeleitet. Für die anderen Täter fand eine Versöhnung und eine Wiedereingliederung in die Gemeinschaft statt. Drei betroffene Opferfamilien, deren Häuser niedergebrannt worden waren, erhielten als symbolischen Ausgleich Tais, Silbermünzen, Tabak und lokalen Schnaps und akzeptierten die Versöhnung. Andere Opfer, wiesen einen rein symbolischen Ausgleich aus Perlen und Tais zurück, da ihnen Vieh gestohlen worden war. Nach der Aushandlung der Entschädigungen wurde die Aussöhnung mit einer traditionellen Zeremonie besiegelt.

## Politik
Bei den Wahlen von 2004/2005 wurde José Poto zum Chefe de Suco gewählt und 2009 in seinem Amt bestätigt. Bei den Wahlen 2016 gewann José Neno Sila.